# Łukasz Brzózka
Łukasz Brzózka (ur. 10 września 1976) – polski koszykarz występujący na pozycjach niskiego lub silnego skrzydłowego, mistrz Polski ze Śląskiem Wrocław.

## Osiągnięcia
Drużynowe
- Mistrz Polski (1998)

Reprezentacja
- Uczestnik mistrzostw Europy U–16 (1993 – 11. miejsce)